# Шкофліця (община)
Община Шкофліця (словен. Občina Škofljica) — одна з общин в центральній Словенії. Адміністративним центром є місто Шкофліця. Тут перетинаються автомобільні, вантажні, залізничні послуги та інші види діяльності.

## Населення
У 2011 році в общині проживало 9280 осіб, 4613 чоловіків і 4667 жінок. Чисельність економічно активного населення (за місцем проживання), 3958 осіб. Середня щомісячна чиста заробітна плата одного працівника (EUR), 863,13 (в середньому по Словенії 987,39). Приблизно кожен другий житель у громаді має автомобіль (53 автомобілі на 100 жителів). Середній вік жителів склав 38,6 роки (в середньому по Словенії 41.8).